# Fontaine du Banneret (Berne)
Pour les articles homonymes, voir Fontaine du Banneret.
La fontaine du Banneret, appelée en allemand Vennerbrunnen, est une fontaine de la ville de Berne, en Suisse.

## Histoire
Cette fontaine, située en face de l'hôtel de ville de Berne  sur la Rathausplatz, a été construite en 1542 et représente un banneret en armure avec sa bannière. Le banneret était au Moyen Âge un responsable civil responsable d'un quartier de la ville et de la conduite des troupes de milice.
La fontaine est inscrite comme bien culturel suisse d'importance nationale. La statue est une copie, l'original est conservé au Musée d'histoire de Berne.

## Sources
- (de) Cet article est partiellement ou en totalité issu de l’article de Wikipédia en allemand intitulé « Vennerbrunnen » (voir la liste des auteurs).